# Bouddhisme hīnayāna
 (juillet 2018).

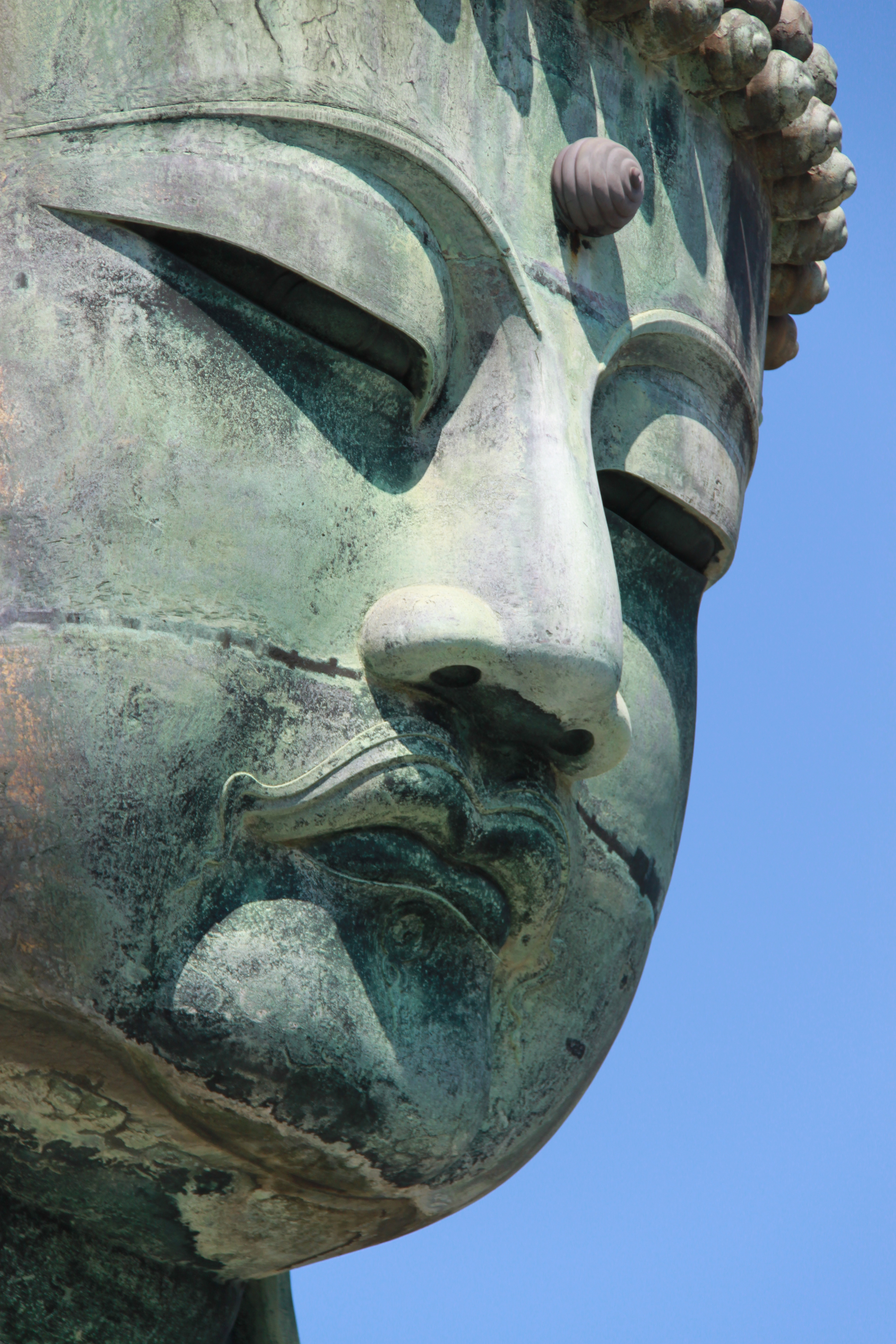
Visage de la statue du Grand Bouddha de Kamakura (Japon).

Hīnayāna, expression sanskrite traduite par « petit véhicule », est couramment employé pour désigner les écoles anciennes du bouddhisme (nikāya). Le bouddhisme theravāda, souvent confondu avec le terme hīnayāna, ne correspond qu'à « la version modernisée d'une des nombreuses écoles du bouddhisme ancien ».
Le terme apparaît aux Ier – IIe siècles. Il a été appliqué par les pratiquants du bouddhisme mahāyāna ou « grand véhicule », à tous les courants qui semblaient privilégier, comme but de la pratique, la libération individuelle plutôt que la libération universelle de tous les êtres, et dont le seul survivant actuel est le theravāda. Ce terme peut parfois avoir une connotation péjorative, définissant le hīnayāna comme « égoïste » par rapport au mahāyāna « altruiste ». Par ailleurs, la pertinence historique de son application au theravāda a été critiquée. Selon des spécialistes comme Walpola Rahula, le courant theravāda, qui s’est développé à partir de la première école sri-lankaise, n’est pas l’héritier direct des courants indiens qualifiés d’hīnayāna dans les textes mahāyāna. Quant aux écoles anciennes, on a en fait peu d'informations précises sur leurs doctrines.
En fait, l'adjectif hīna signifie « déficient », bien que l’on le traduise dans les langues occidentales, par souci de neutralité, par « petit ». Pour cette raison il est encore préférable d'appeler les écoles du salut individuel : véhicule des « Auditeurs », śrāvakayāna, où auditeur désigne les moines et disciples qui ont reçu - écouté - et mis en pratique les enseignements du Bouddha Shākyamouni. Une autre étymologie fait des śrāvakas des déclarants, c'est-à-dire qu'ils ont affirmé leur prise de refuge dans les Trois Joyaux. 
On peut encore l'appeler voie des « Arhats » (pali : Arahant), les méritants qui ont accompli l'enseignement, qui ont radicalement vaincu et éliminé les illusions et passions, se sont extirpés du courant du samsāra, et ont donc atteint le nirvāṇa. Ils représentent l'idéal même de cette voie, là où les bodhisattvas et les mahāsiddhas sont l'idéal du mahāyāna et du vajrayāna respectivement.

## Origine du terme
Les termes hīnayāna et mahāyāna apparaissent pour la première fois dans la 
prajñāpāramitā en huit mille vers composée entre le Ier siècle av. J.-C. et le Ier siècle de notre ère. Le Bouddha y critique les bodhisattvas qui se détournent du « grand véhicule » en faveur du « petit ». Le concept est développé dans le Sūtra du Lotus : il n’y a qu’une voie, mais différents véhicules y mènent. Le triple monde du samsara (Saṃsāra) est comparé à une maison en feu devant laquelle attendent trois voitures : l’une tirée par une chèvre, appelée śrāvakayāna (véhicule de l’auditeur), une autre tirée par un daim, pratyekayāna (véhicule solitaire) et une troisième tirée par un bœuf, mahāyāna (grand véhicule). La première est choisie par ceux qui veulent avant tout se libérer le plus vite possible, la deuxième par ceux qui se réalisent d'eux-mêmes, mais ne veulent ou ne peuvent enseigner, et la troisième par ceux qui veulent sauver les autres qu'eux-mêmes jusqu'à la libération de tous les êtres, le bodhisattva mahāsattva Ksitigarbha en est l'exemple le plus brillant. Ces trois véhicules sont clairement associés aux trois sortes de bouddha. Bien qu’un passage du soutra affirme que tous sont valables, un autre passage évoque la supériorité de la voie du bodhisattva (mahāyāna) sur les deux autres.

## Dans le Mahāyāna
En résumé le hīnayāna est une notion proprement mahāyāniste, et aurait pu le rester, n'eût été l'imbroglio historique que nous avons mentionné. À ce titre le "petit véhicule" se veut lui-même intégré dans le grand, et non pas seulement dépassé. Ses points-clés y sont inclus, ce qui peut nous le faire définir comme première approche, ou fondation du mahāyāna. Ainsi le Bodhicaryāvatāra de Śāntideva, ouvrage indéniablement mahāyāniste en tant qu’Introduction à la conduite d'un Bodhisattva exposant la voie des pāramitās, fonde extensivement la pratique de ces vertus transcendantes sur la voie de la renonciation, caractéristique du śrāvakayāna.
Presqu'évidemment la doctrine du non-soi, anātman, s'y trouve aussi incluse en tant que cas particulier de celle de la vacuité, qu'on définit comme non-soi de tous les phénomènes (dharmas). 
Dans le contexte du bouddhisme tibétain, Chögyam Trungpa appelle le petit véhicule le sentier étroit :
« Cela ne veut pas dire que l'approche hīnayāna soit simpliste, ou témoigne d'une étroitesse d'esprit. [...] La simplicité de la voie étroite suscite une attitude d'ouverture envers les situations de la vie. [...] En effet, lorsque nous réalisons qu'il n'y a aucune échappatoire [à notre confusion], nous acceptons d'être pleinement ici et maintenant. »

## Courants rangés dans la catégorie du hīnayāna

### Theravāda
Voir Theravâda

### Écoles anciennes
Voir aussi Histoire du bouddhisme et Dix-huit écoles anciennes 
Après la mort du Bouddha, plusieurs écoles (nikāya) fleurirent. Les divergences au sujet de la doctrine ou de la pratique religieuse menèrent à un schisme qui se révéla pleinement lors du troisième concile (Concile de Pāṭaliputra, vers 250 avant notre ère), sous le règne d'Ashoka.
Les Anciens ou Sthaviravādin (même racine que théra), souhaitaient rester fidèles aux seuls préceptes du Bouddha et même s'en rapprocher davantage, alors que les membres de la Grande assemblée ou Mahāsanghika désiraient réagir contre ce « conservatisme » et adapter l'enseignement du Bouddha pour le rendre plus accessible. Bien que la raison exacte de la dispute diffère selon les sources, certaines évoquent l'hérésie de Mahadeva qui, remettant en question la perfection de l’arhat, préfigure la divergence mahāyāna/hīnayāna qui apparaîtra un à deux siècles plus tard.
Le groupe des Sthaviravādin continua de se diversifier. On avance le nombre, sans doute symbolique, de dix-huit écoles, dont le theravāda serait le seul héritier de nos jours.
- Kośa ou Abhidharma, école chinoise vraisemblablement dérivée du Sarvāstivāda indien, connue pour accorder de l'importance aux spéculations philosophiques sur la réalité ultime des phénomènes ;
- Satysiddhi ou Chéngshí, école chinoise dont l’origine indienne exacte est inconnue ; on suppose qu'elle descend de la Mahīśasāka.
- Sarvāstivādin (nord de l'Inde) ;
- Mahīśasāka ;
- Bahyanumeyavāda des Sautrantrikas, où les objets externes ne peuvent qu'être perçus indirectement par l'inférence de l'esprit (« réalisme indirect ») ;
- Bahya-Pratyakshavāda des Vaibhashikas, école fondée au Cachemire, où les objets externes sont perçus directement («réalisme direct ») ;
- écoles théravādin :
  - Mahā-nikāya (Indochine), influencée par le Mahīśasāka, les Sarvāstivādin, le Mahāyāna et même le tantrisme ;
  - Dhammayutika-nikāya, apparu au milieu du XIXe siècle, réforme cherchant à renouer avec l'orthodoxie du Theravāda cinghalais ; cette lignée ne cesse, depuis 150 ans, de se développer en Thaïlande, au Laos et au Cambodge.